# Königs Wusterhausen
Königs Wusterhausen  (letteralmente "Wusterhausen reale", già Wendisch Wusterhausen – "Wusterhausen veneda", in contrapposizione alla vicina Deutsch Wusterhausen – "Wusterhausen tedesca"; in basso sorabo Parsk) è una città di 39 096 abitanti del Brandeburgo, in Germania.
È il centro maggiore, ma non il capoluogo, del circondario di Dahme-Spreewald, e costituisce (con la limitrofa Wildau) un centro di livello intermedio della regione metropolitana Berlino/Brandeburgo.

## Geografia fisica
La cittadina sorge sulle rive del fiume Dahme, affluente della Sprea, e dista da Berlino circa 40 km in direzione sud.

## Storia
La città fu chiamata fino al 1718 Wendisch Wusterhausen. Fino al 1993 fu capoluogo dell'omonimo circondario rurale.
Nel 2003 vennero aggregati alla città di Königs Wusterhausen i soppressi comuni di Kablow, Niederlehme, Senzig, Wernsdorf, Zeesen e Zernsdorf.

## Monumenti e luoghi d’interesse
Castello (Schloss)Risalente al Cinquecento, fu modificato nel secolo successivo e trasformato in castello di caccia per il Re di Prussia.
Chiesa della Croce (Kreuzkirche)Eretta nel 1697, fu trasformata nel 1822 in stile neoromanico.
Colle della Radio (Funkerberg)
Königs Wusterhausen è conosciuta come culla delle trasmissioni radiofoniche in Germania. Il 22. dicembre dell’anno 1920 fu trasmessa il primo evento radiofonico tedesco dal Sendehaus 1 (casa della trasmissione 1) situato sul cosiddetto ‘Colle della Radio’. Fu trasmesso un'ora di musica di orchestra.
Nei prossimi anni vennero installate nuovo antenne per poter affrontare le esigenze di trasmissione radiofonica del paese. Vennero costruiti il Sendehaus 2 (casa della trasmissione 2) e un enorme sistema di antenne tra cui una costruzione particolare. L’antenna centrale, costruita con 700 tonnellate di acciaio dal 1925 al 1926, diventò con 231 m di altezza alla messa in servizio la costruzione più alta della Germania in quel periodo. Lei era la più alta delle 21 antenne.
Il 13. Novembre 1972 durante l’uragano ‘Quimburga’ l’antenna centrale venne danneggiata e crollò di conseguenza.
Attualmente è rimasta solo l’antenna numero 17, ma nel ‘Museum auf dem Funkerberg’ si trova un modello che riporta fedele alla scala 100 ha della vecchia zona dedicata alla trasmissione. L’antenna centrale con altre due antenne fa parte dello stemma della città.
Torre dell‘acqua
Questa torre si trova sul colle della radio e fu costruita nel 1910 per garantire l’approvvigionamento idrico della città. Con i suoi 33,3 m si prestava anche come punto panoramico. A partire dal 1965 non venne più utilizzato come torre dell’acqua. Ci era una piccola ristorazione. Nel 1991 dopo ristrutturazione fu aperto come luogo per eventi culturali come saggi di teatro, mostre e concerti. Il Bar-Ristorante è uno dei più suggestivi della zona.

## Società

### Evoluzione demografica
Negli ultimi anni Königs Wusterhausen ha fatto registrare un notevole incremento della popolazione, raggiungendo i 34 000 abitanti, dai 17 000 del 2000.
- Sviluppo della popolazione dal 1875 entro gli attuali confini (Linea Blu: Popolazione; Linea puntata: Confronto dello sviluppo della popolazione dello stato del Brandenburgo; Sfondo grigio: Ai tempi del governo nazista; Sfondo rosso: Al tempo del governo comunista)
- Sviluppo recente della popolazione (Linea blu) e previsioni

## Geografia antropica
La città di Königs Wusterhausen è suddivisa nelle frazioni di Diepensee, Kablow, Königs Wusterhausen, Niederlehme, Senzig, Wernsdorf, Zeesen e Zernsdorf.

## Infrastrutture e trasporti
Königs Wusterhausen è situata sulla ferrovia Berlino-Cottbus della Deutsche Bahn. Una linea locale si dirige verso Francoforte sull'Oder.
È capolinea della linea S46 della S-Bahn di Berlino.
La città è servita anche dall'autostrada A 13 Berlino-Dresda, e dista pochi kilometri dall'aeroporto di Berlino-Brandeburgo.

## Amministrazione

### Gemellaggi
Königs Wusterhausen è gemellata con:
- Příbram, dal 1974
- Steglitz-Zehlendorf, dal 1988
- Germantown, dal 1994
- Hückeswagen